# ニンテンドーミュージアム
ニンテンドーミュージアム（英語: Nintendo Museum）は、京都府宇治市小倉町にある任天堂の資料館。
2024年3月末までに完成し、同年10月2日に開業した。任天堂が過去に販売したものを展示する資料館となっている。
施設の設計、施工、運営は乃村工藝社が担当している。

## 概要
2021年6月に、周辺地域の活性化をするため、任天堂宇治小倉工場の用地に2023年度（2024年3月）完成を目処に「任天堂資料館」という仮称で建設されることが発表された。2023年9月14日配信のNintendo Directにてオープン時期と名称が正式に発表された。
2024年8月20日に「ニンテンドーミュージアム Direct」が配信され、同日に公式サイトが公開された。

## 施設

### 体験展示
第1展示棟1階では8つの展示物を体験できる。入館証に付与されたコイン（別途追加購入は不可能）を消費して体験できる。一部の体験展示にはトロフィーが獲得できるものもある。
- しぐれでんSP[9]（2コイン使用）
- ザッパー&スコープSP[9]（4コイン使用）
  - 業務用シューティング場「レーザークレー」を、スーパーマリオのキャラクターをモチーフにして現代版にアップデートしたもの。
- ウルトラマシンSP[9]（2コイン使用）
- ウルトラハンドSP[9]（1コイン使用）
- ラブテスターSP[9]（2コイン使用）
- ゲーム&ウオッチSP[9]（1コイン使用）
  - 「ボール」と「マンホール」の2種類
- ニンテンドークラシック[9]（1コイン使用）
  - Nintendo Switch Onlineで配信されているファミコン、スーパーファミコン、NINTENDO 64のソフトの一部
- ビッグコントローラー[9]（2コイン使用）

### ワークショップ
花札に関するワークショップが実施される。いずれも当日の予約と別途費用が必要。
- Craft Room ちょっと、花札をつくろう[9]
- Play Room ちょっと、花札であそぼう[9]

### カフェ (はてなバーガー)
組み合わせは27万通り以上あり、好みの具材を組み合わせてオリジナルハンバーガーがオーダーできる。スペシャルドリンクやサイドメニューもある。この施設は、チケットを持っている人だけが利用することができる

### グッズショップ (ボーナスステージ)
任天堂のゲームの世界やキャラクターをテーマにしたオフィシャルグッズに加え、ニンテンドーミュージアム限定の商品もある。この施設は、チケットを持っている人だけが利用することができる。

## 交通アクセス
- 近鉄京都線小倉駅東口より徒歩5分
- JR奈良線JR小倉駅北出口より徒歩8分
- JR奈良線宇治駅北出口より徒歩22分
- JR奈良線宇治駅より京都京阪バス64号経路6分、ニンテンドーミュージアム停留所下車すぐ
- 京阪宇治線宇治駅より京都京阪バス64号経路11分、ニンテンドーミュージアム停留所下車すぐ
  - 一般入場者向けの駐輪場や駐車場は用意されていない（障害者は駐車場を利用可）[12]

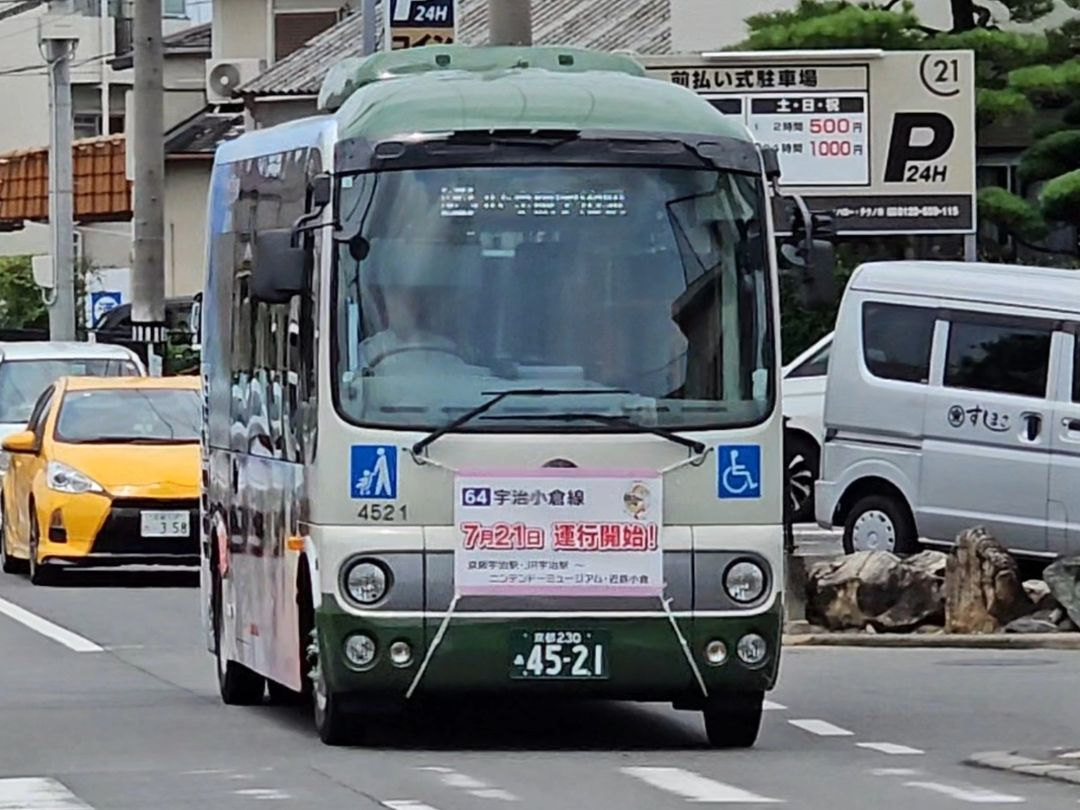
最寄りを走る京都京阪バス64号経路の車両

## その他
京都高島屋S.C. T8 7階にNintendo KYOTOがあり、阪急京都線烏丸御池～京都河原町の地下道に「スーパーマリオ」の世界を表現したグラフィックがある壁に。壁に描かれたたグラフィックと実際のゲームで使われているBGMが流れている。烏丸御池寄りの壁にニンテンドーミュージアムへ促す、行き方が書かれている。